# Trichocera cordata
Trichocera cordata är en tvåvingeart som beskrevs av Nakamura och Saigusa 1997. Trichocera cordata ingår i släktet Trichocera och familjen vintermyggor. Inga underarter finns listade i Catalogue of Life.